# Lato z radiem
Lato z radiem – audycja nadawana latem w Programie I Polskiego Radia.
Po raz pierwszy zaistniała na antenie 1 lipca 1971 roku. Pomysłodawcą i pierwszym szefem Lata z radiem był Aleksander Tarnawski. Początkowo był to magazyn turystyczny. Pierwsza audycja trwała 48 min. i 43 sekundy, a zaczęła się kilka minut po godz. 11:00. Pierwszą audycję poprowadził Wojciech Zyms. Nowością na owe czasy był fakt, że audycja była emitowana „na żywo”. W 1973 program powrócił na antenę radia.
W 1995 roku wydana została pierwsza płyta z przebojami „Lata z radiem”, której sprzedano ponad 100 tysięcy egzemplarzy i pod koniec wakacji otrzymała ona status złotej płyty. Od tej pory co roku wydawane są płyty z przebojami, zarówno najnowszymi, jak i tymi sprzed lat. W latach 1992–1994 odbyły się pierwsze imprezy koncertowe „Lata z radiem”. Początkowo były to skromne koncerty w godzinach trwania audycji, czyli między 9 rano a 12 w południe. Później zmieniono formułę – koncerty rozpoczynają się popołudniami i trwają do późnych godzin nocnych. W 2011 roku obchodzono 40-lecie istnienia audycji. Audycję zaczęto wyjątkowo wcześnie, bo 13 czerwca. Wydano 3 krążki z przebojami 40-lecia. Codziennie krytycy muzyki prezentowali jeden z hitów z lat 1971–2011.

## Sygnał audycji
Od 1971 sygnałem Lata z radiem jest utwór „Polka Dziadek”. Sygnał został tam wprowadzony ze względu na potrzebę opublikowania rozrywkowego utworu, który mógłby kojarzyć się z latem. Polkę dla Lata z radiem „wyłowił” z tysięcy przeróżnych nagrań Olgierd Religioni.
W sygnale początkowym audycji zamieszczono zapowiedzi w 5 różnych językach. Wykorzystano głosy następujących osób: Tadeusz Sznuk (język polski), Aleksander Perczyński (rosyjski – do roku 2022), Antoni Marczyński (ukraiński od 2024), Bogumił Jankowski (niemiecki), Milada Szwedo (język czeski), Ali Hassine (francuski), Piotr Sadowski (angielski). W 2023 zrezygnowano z emisji zapowiedzi w języku rosyjskim. Sygnał nagrali Marian Adamski i Wojciech Nowak. W 2018 polkę zaaranżował dla radia Andrzej Smolik. W 2024 pojawiła się zapowiedź w języku ukraińskim.

## Prowadzący i programy

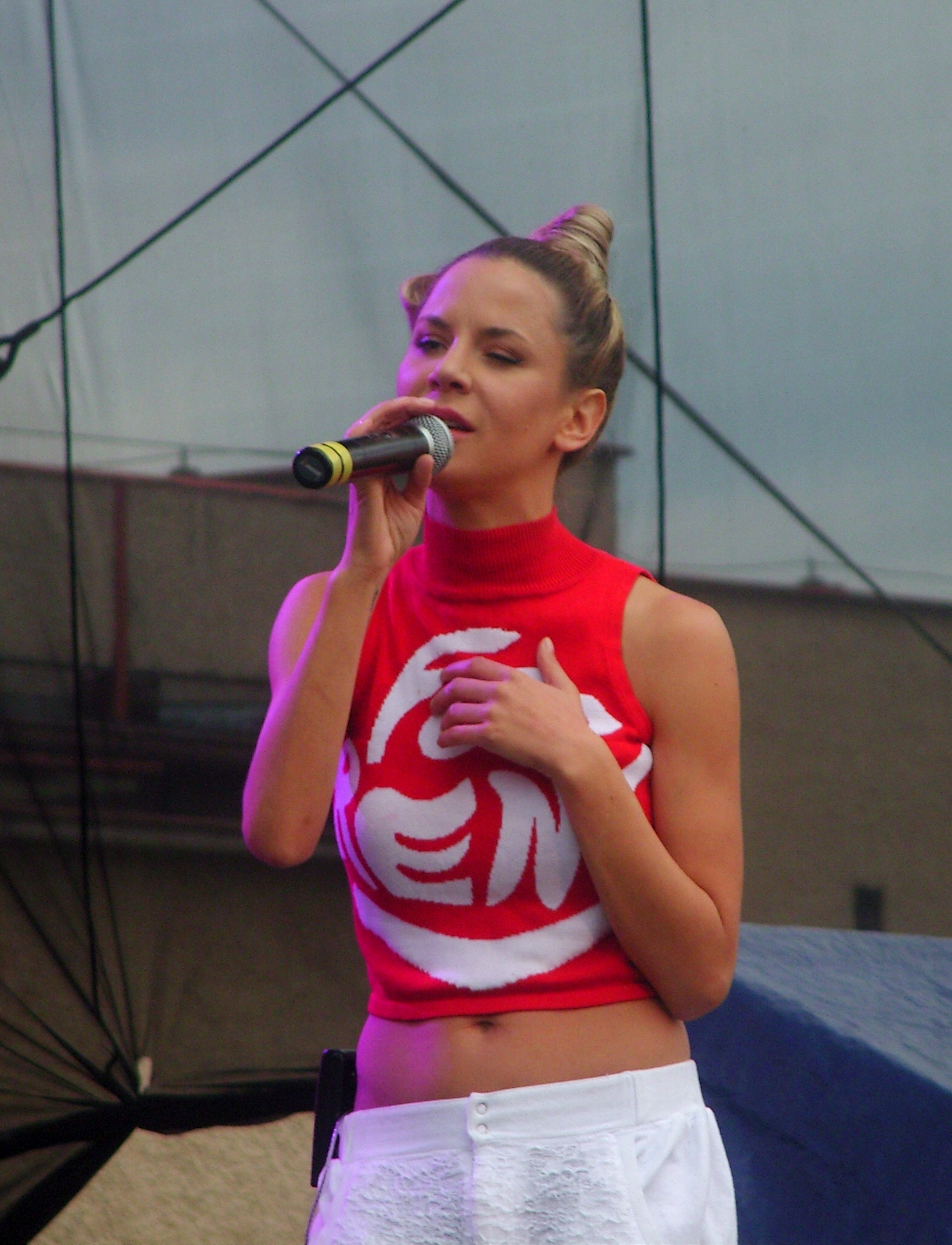
Natalia Lesz podczas trasy Lata z radiem w 2011 roku

W drugiej połowie lat 70. XX wieku (audycje prowadzili wówczas na zmianę Andrzej Matul, Tadeusz Sznuk i Sławomir Szof) w trakcie audycji mieściły się m.in. stałe pozycje: Latoteka – kilkunastominutowe bloki przebojów, Lato-retro-teka – nadawane kilka minut po 10 rano przeboje sprzed lat, Dziadek Włodek, powieść Lata z radiem (w 1977 roku były to codzienne półgodzinne słuchowiska na podstawie Trylogii Sienkiewicza), Kukułka – liryczny kącik początkującej dziennikarki Krystyny Czubówny, Koncert spełnionych marzeń, Strofy dla ciebie – chwila poezji oraz krótkie wstawki propagandowego magazynu Tu Jedynka.
W latach 80. w Lecie z radiem Bogusław Kaczyński miał kącik operetkowy, Zygmunt Chajzer prowadził Turystyczne vademecum, a Irena Kwiatkowska czytała Lesia Joanny Chmielewskiej. Tradycją stały się uroczyste inauguracje każdego sezonu Lata z radiem. W 1980 roku audycja inauguracyjna była nadawana z pałacu w Wilanowie. Od końca lat 90. do początku następnej dekady kącik podróżniczy miał Wojciech Cejrowski.
W latach 90. oraz w pierwszych latach XXI wieku Andrzej Zalewski prowadził Ekoradio – audycję z informacjami o pogodzie oraz o polskiej przyrodzie. Przez kilka ostatnich lat audycja ta nadawana była poza godzinami Lata z radiem, od 27 czerwca 2009 na życzenie słuchaczy przywrócono emisję Ekoradia w „Lecie z radiem” w każdą sobotę po godz. 9:00, 10:00 i 11:00.
Przez kolejne lata nadawania audycji przez program przewinęło się wielu dziennikarzy i dziennikarek, aktorek i aktorów, m.in. Sława Bieńczycka, Rafał Brzeski, Zygmunt Chajzer, Roman Czejarek, Krystyna Czubówna, Marian Dachniewski, Grzegorz Dziemidowicz, Bogdan Fabiański, Tadeusz Fredro-Boniecki, Marta Kielczyk, Krzysztof Kolberger, Barbara Krafftówna, Zbigniew Krajewski, Andrzej Matul, Lesław Nowak, Małgorzata Raducha, Michał Rybczyński, Piotr Sadowski, Stanisława Stec, Anna Stempniak, Katarzyna Stolarczyk, Tadeusz Sznuk, Sławomir Szof, Andrzej Szyszko, Krzysztof Turek, Andrzej Zalewski, Wojciech Zyms, Andrzej Żak, Wiesław Molak, Karolina Rożej, Bogdan Sawicki, Paula Michalik, Katarzyna Nazarewicz, Paweł Kostrzewa, Marcin Wojciechowski, Mariusz Rokos.
W latach 2010–2013 Lato z radiem prowadzili: Roman Czejarek, Zygmunt Chajzer, Bogdan Sawicki, Wiesław Molak, Marta Kielczyk, Sława Bieńczycka, Karolina Rożej i Małgorzata Raducha.
Lato z radiem 2014 i 2015 było nadawane od poniedziałku do soboty od 9.00 do 13.00 i w niedzielę od 10.00 do 13.00. Program prowadzili na zmianę Sława Bieńczycka, Roman Czejarek, Karolina Rożej i Małgorzata Raducha. Dodatkowo w soboty i niedziele między 16.00, a 23.00 emitowane było Lato z radiem extra, które prowadzili Małgorzata Kościelniak, Maria Szabłowska, Zbigniew Krajewski i Marcin Kusy. W nocy z soboty na niedziele nadawane było Lato z radiem pod gwiazdami. Program prowadzili Izabela Żukowska i Marcin Kusy.
Lato z radiem 2016 było nadawane od poniedziałku do soboty od 9.00 do 12.00 i w niedzielę od 10.00 do 12.00. Gospodarzami audycji byli: Roman Czejarek, Sława Bieńczycka, Bogdan Sawicki, Małgorzata Raducha i Karolina Rożej. Lato z Radiem Extra prowadzili: Paweł Sztompke, Maria Szabłowska, Zbigniew Krajewski i Marcin Kusy. Prowadzącymi Lato z Radiem pod gwiazdami byli Izabela Żukowska i Adam Dobrzyński.
Lato z radiem 2017 było nadawane od poniedziałku do niedzieli, od 9:00 do 12:00. Program prowadzili Sława Bieńczycka, Bogdan Sawicki, Roman Czejarek, Marta Januszewska, Robert Kilen, Małgorzata Raducha i Monika Tarka.
Lato z radiem 2018 było nadawane od poniedziałku do soboty, od 9:00 do 12:00. Program prowadzili Sława Bieńczycka, Roman Czejarek, Monika Tarka, Robert Kilen i Małgorzata Raducha.
Lato z radiem 2019 nadawano od poniedziałku do soboty, od 9:00 do 12:00. Program prowadzili Karolina Rożej, Agnieszka Kunikowska, Roman Czejarek, Daniel Wydrych i Grzegorz Frątczak.
Lato z radiem 2020, tak jak w poprzednich latach, było emitowane od poniedziałku do soboty, w godzinach 9:00 – 12:00. Program prowadzili Roman Czejarek, Sława Bieńczycka, Grzegorz Frątczak, Agnieszka Kunikowska, Karolina Rożej i Daniel Wydrych.
W 2021 roku obchodzono 50-lecie istnienia audycji. Czas emisji programu pozostał niezmienny – od poniedziałku do soboty w godzinach 9:00 – 12:00.
W maju 2022 roku zapowiedziano hasło 51. edycji Lata z radiem, które brzmi Mamy siebie – pochwalmy się Polską. Audycję prowadzili: Sława Bieńczycka, Roman Czejarek, Agnieszka Kunikowska, Joanna Racewicz i Daniel Wydrych. Program był emitowany o tej samej porze, co w poprzednich latach.
W 2023 roku maskotką audycji został konik polski. Pora emisji programu pozostała bez zmian. W roku tym audycję prowadzili: Sława Bieńczycka, Roman Czejarek, Agnieszka Kunikowska, Robert Kamyk, Maciej Kurzajewski, Kuba Marcinowicz i Daniel Wydrych.
W 2024 roku maskotką audycji została wydra europejska. Pora emisji programu pozostała bez zmian. W 2024 roku audycję prowadzili: Roman Czejarek, Sława Bieńczycka, Agnieszka Kunikowska, Patryk Michalski, Małgorzata Abgarowicz, Patryk Bedliński i Maciek Walecki. 21 sierpnia 2024 roku ujawniono na antenie, że audycja będzie nadawana do końca lata, zamiast tradycyjnie do końca sierpnia.
W 2025 roku maskotką audycji została wiewiórka pospolita.
Audycja nadawana będzie od 21 czerwca, sześć razy w tygodniu: od poniedziałku do soboty między 9 a 12.
Program prowadzić będą w tym roku Roman Czejarek, Sława Bieńczycka, Agnieszka Kunikowska, Patryk Bedliński, Maciek Walecki i po raz pierwszy Marcin Wojciechowski, który w kwietniu przeszedł do radiowej Jedynki z Radia Zet.
Przez wiele lat koncerty w ramach trasy Lata z radiem prowadzili: Roman Czejarek i Zygmunt Chajzer, następnie Bogdan Sawicki, w 2016 Monika Tarka i Robert Kilen oraz Marcin Kusy, a w 2017 roku Monika Tarka, Robert Kilen, Marta Januszewska i Roman Czejarek.